# Marquesa Ferreira
Marquesa Ferreira (identificada também como Marquesa de Ferreira) (c. 1525 – c. 1590-1591) foi uma aristocrata colonial brasileira de origem indígena. Sua trajetória está profundamente ligada à história da Fazenda de Santa Cruz, localizada na Zona Oeste da cidade do Rio de Janeiro. Marquesa Ferreira foi doadora, à Companhia de Jesus, das terras que deram origem à fazenda.

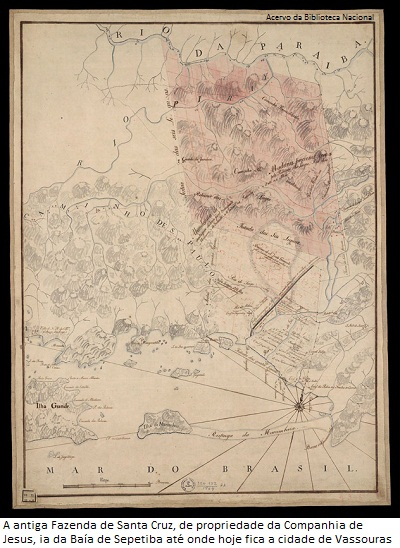
Mapa Fazenda Santa Cruz

## Biografia
Seus pais eram Jorge Ferreira, administrador português da capitania de São Vicente, (tendo sido capitão-mor de 1556 a 1558 e de 1567 a 1572) e Joana Ramalho, filha de João Ramalho e Bartira (nome de batismo Isabel Dias), mulher indígena e filha do líder tupiniquim Tibiriçá. 

Apesar de descender de uma importante família indígena do período colonial, Marquesa Ferreira tem sua ancestralidade nativa apagada na maioria dos relatos em que é citada. Sua posição de prestígio social aparece, quase exclusivamente, vinculada ao matrimônio com Cristóvão Monteiro, com quem teve dois filhos: Eliseu e Catarina Monteiro.

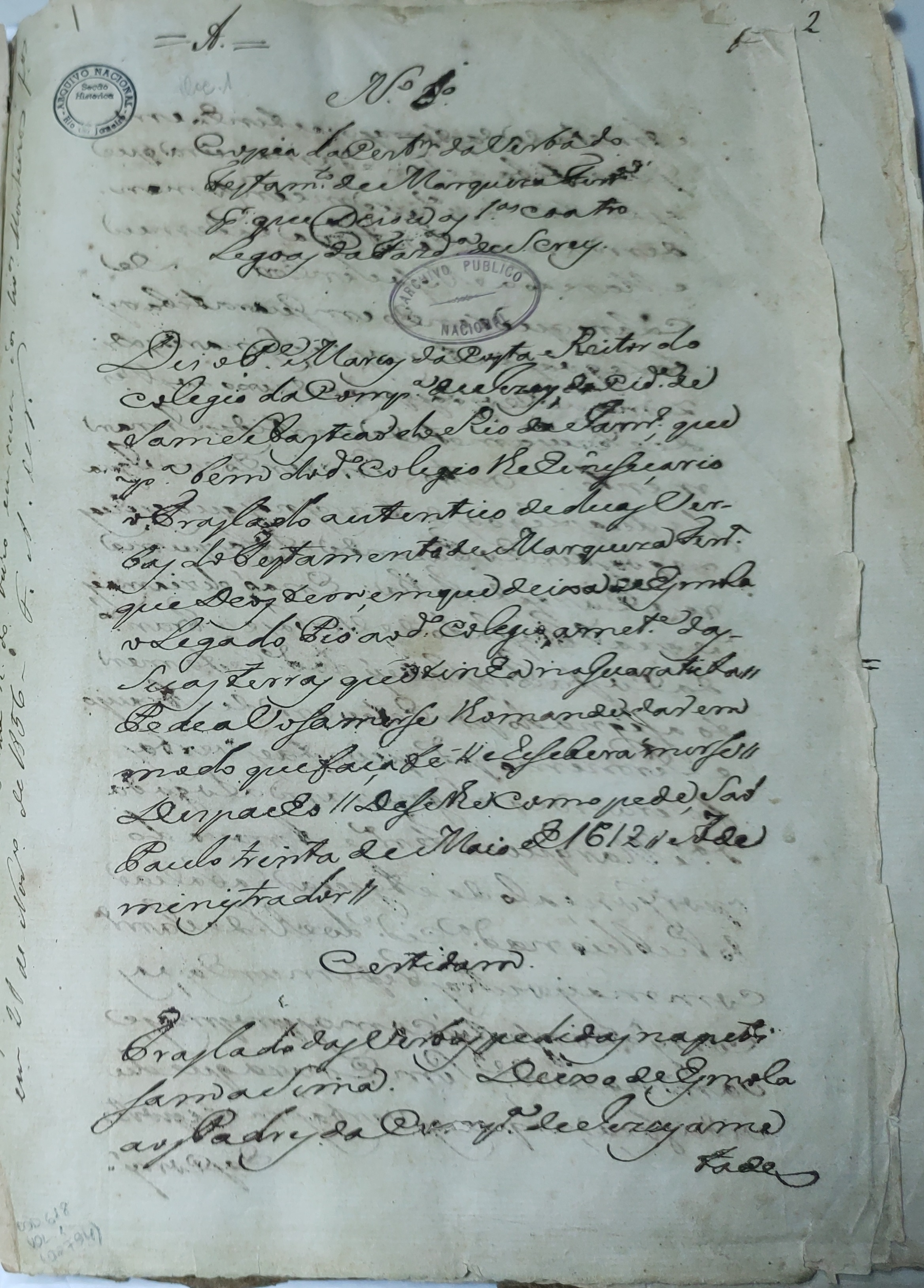
Testamento de Marquesa Ferreira localizado no Arquivo Nacional (Brasil), Rio de Janeiro

Além disso, essa posição de privilégio fez com que se acreditasse, por muito tempo, que ela tinha origem europeia, com algumas fontes, inclusive, afirmando que ela nasceu em Portugal.
O matrimônio com Cristóvão Monteiro, ocorrido em torno de 1542, levou Marquesa ao Rio de Janeiro, pois Monteiro participou da luta contra os franceses, cuja tentativa de colonizar a Baía de Guanabara foi enfim derrotada na década de 1560. Como recompensa pelos serviços prestados, Monteiro recebeu da coroa portuguesa vastas sesmarias localizadas onde hoje é a Baixada Fluminense e a Zona Oeste da cidade do Rio de Janeiro. Ele também foi o primeiro ouvidor-mor da cidade recém-fundada, permanecendo no cargo entre 1568 e 1572.
Com a morte de Monteiro, em 1573, Marquesa Ferreira herdou as suas terras, mantendo controle sobre elas até 1589, quando doou parte delas aos jesuítas. A outra parcela ficou sob a custódia de sua filha, Catarina de Aguilar Monteiro.

## Contexto Histórico
Marquesa Ferreira nasceu no momento em que os portugueses consolidavam a sua presença no planalto paulista através das relações de aliança com os povos indígenas, especialmente os vinculados à família de Tibiriçá. João Ramalho, o seu avô, foi um dos maiores responsáveis por construir tais relações com os tupiniquins.
A sociedade colonial consolidada em São Paulo (estado) foi fundamental para as conquistas dos portugueses em espaços onde havia resistência indígena ao domínio europeu.   

## Memória
Atualmente, o nome de Marquesa Ferreira é pouco lembrado, seja em trabalhos acadêmicos, seja em lugares de memória. Quando mencionado, é quase sempre ligado à Fazenda Santa Cruz. Existem duas ruas com seu nome, uma em Santa Cruz (bairro do Rio de Janeiro) e outra no município de Duque de Caxias (Rio de Janeiro).
Não se conhece nenhuma gravura ou estátua que represente a Marquesa Ferreira.